# Otto Wilhelm (Ingenieur)
Otto Wilhelm (* 25. Februar 1906 in Glauchau; † 13. März 1975 in Magdeburg) war ein deutscher Ingenieur und Professor für Antriebstechnik. Er gehört zu den Pionieren des Fachgebietes mit innovativen Anwendungen und ist Mitbegründer der Ingenieurausbildung der Fachrichtung Ausrüstungen der Metallurgie. Von 1954 bis 1971 war er mehrfacher Gründungsdirektor von Instituten und einer Sektion sowie Prodekan einer Fakultät an der Hochschule für Schwermaschinenbau und an der Technischen Hochschule Magdeburg.

## Leben und Wirken
Otto Wilhelm wurde in einer Handwerkerfamilie geboren, sein Vater betrieb eine Sattlerei, später Autosattlerei, in der Sitzbänke und zusammenlegbare Verdecks für Kabrioletts hergestellt wurden. Die dazugehörenden Mechanismen haben sein allgemeines Interesse für Maschinen geweckt, insbesondere seine Liebe für die Getriebelehre begründet. Im Elternhaus wurde er früh zur Mithilfe im elterlichen Geschäft und zur Sparsamkeit erzogen.
Wilhelm besuchte die Realschule in Glauchau und schloss diese im Frühjahr 1922 ab. Danach absolvierte er ein 17-monatiges Berufspraktikum und begann ein Studium an der Staatlichen Akademie für Technik in Chemnitz. Diese Bildungseinrichtung war nach damaligen Begriffen eine Höhere Technische Lehranstalt (HTL). Aus dieser Einrichtung ging nach 1945 eine Fachschule (Ingenieurschule) und 1953 die Hochschule für Maschinenbau hervor, die sich über die Technische Hochschule Karl-Marx-Stadt zur heutigen Technischen Universität Chemnitz entwickelt hat.
Das hohe Ausbildungsniveau dieser Staatlichen Akademie für Technik hat in Fachkreisen entsprechende Anerkennung gefunden, sodass den Absolventen mit herausragendem Abschluss der Übergang ins 3. Semester des Maschinenbaustudiums der TH Dresden ermöglicht wurde. Wilhelm nutzte diese Möglichkeit und studierte von Mai 1928 bis Juli 1931 Maschinenbau in Dresden. Hier bekam er eine fundierte und breite Ausbildung auf dem Gebiet des gesamten Maschinenbaus. Diese war für seinen späteren beruflichen Werdegang von allergrößter Bedeutung, insbesondere die konstruktiven Grundlagenfächer wie Maschinenelemente und Getriebelehre bei Professor Karl Kutzbach (nach dem der Kutzbachplan benannt wurde) und die Anwendungen in unterschiedlichen Zweigen wie Kolben- und Verarbeitungsmaschinen durch konstruktive Belegarbeiten. 1931 erlangte Wilhelm mit seiner Diplomarbeit über „Getriebliche und dynamische Untersuchungen an einer Verpackungsmaschine“ den akademischen Grad als Diplom-Ingenieur (Dipl.-Ing.). Mentor der Arbeit war Professor Hermann Alt (1889 bis 1954).
Für seinen Berufseinstieg in der Industrie war die Thematik seiner Diplomarbeit maßgebend. Er nahm nach dem Studium eine Tätigkeit als Konstrukteur im Verpackungsmaschinenbau in der „Maschinenfabrik Beco“ in Dresden auf.
1935 wechselte Wilhelm zur Firma Friedrich Krupp nach Essen. Hier wurde er Konstrukteur für Zahnradgetriebe, und diese Tätigkeit prägte seine gesamte spätere Berufsentwicklung in hohem Maße. Die hier zu lösenden Aufgaben waren sehr vielseitig. Sein Tätigkeitsfeld umfasste insbesondere den Entwurf von Antriebsanlagen, besonders die Konstruktion von Großgetrieben, in das er zügig hineinwuchs und das er später weitgehend selbständig bearbeitete. Jede neue Konstruktion enthält Bekanntes, bedeutet aber zugleich auch einen Vorstoß in Unbekanntes. Damit sind stets Risiken verbunden, die Wilhelm abzuschätzen und im tragbaren Rahmen zu übernehmen wusste. Hierbei entwickelte er auch sein Einfühlungsvermögen in die jeweilige konkrete Situation, das schließlich seine recht erfolgreiche Entwicklungsarbeit erst ermöglichte.
1937 war Wilhelm bei der Maschinenfabrik Loesch in Dresden tätig. Danach ging er aber wieder zurück zur Firma Krupp nach Essen. Gegen Kriegsende arbeitete Wilhelm im Harz, wohin sein Essener Konstruktionsbüro wegen der Bombenangriffe ausgelagert worden war.
Sein weiterer Berufsweg führte ihn 1946 zur Firma Kratsch in Gößnitz (Thüringen). Bis zum Jahre 1949 war er hier als Ingenieur mit Konstruktion und Fertigung von Fahrradhilfsmotoren befasst, mit denen Fahrräder in den Nachkriegsjahren nachgerüstet werden konnten in Ermangelung von Motorrädern, also ein damals durchaus begehrtes Produkt.
Seit 1949 arbeitete er dann im Getriebewerk Penig in Sachsen als Konstrukteur und Hauptkonstrukteur. 1953 wurde er zum Chefkonstrukteur der DDR-Getriebeindustrie berufen. Er entwickelte während seiner Tätigkeit als Konstrukteur auch die Vorstellung, eines Tages seine umfangreichen Erfahrungen auf dem Getriebesektor an den ingenieurtechnischen Nachwuchs zu vermitteln und in der Ingenieurausbildung zu wirken.

## Professor in Magdeburg

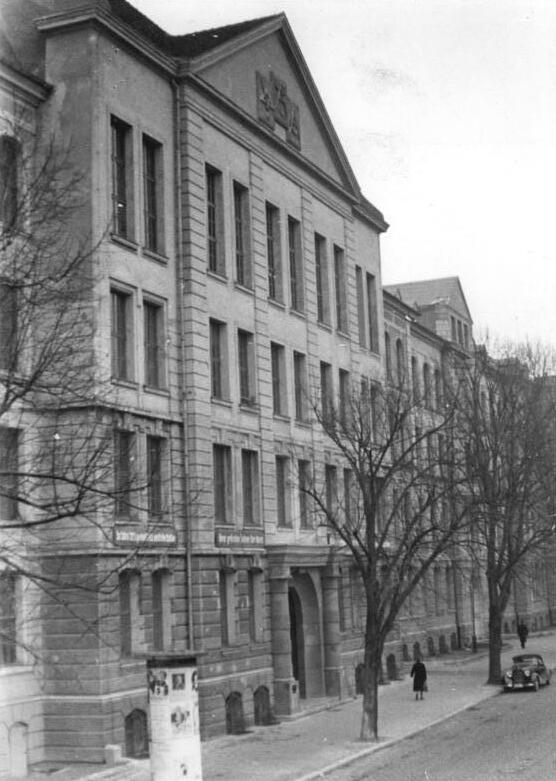
Das Gebäude Am Krökentor 2 der Fachschule für Schwermaschinenbau und der Fachschule für Bauwesen, in dem am 3. März 1954 der theoretische Lehrbetrieb an der 1953 gegründeten Hochschule für Schwermaschinenbau begann

Die Neugründung der Hochschule für Schwermaschinenbau Magdeburg (HfS) im September 1953 hat ihm die Möglichkeit geboten, diesen Überlegungen nachzugehen. Als der Gründungsrektor Heinz Schrader im Kreise der Chefkonstrukteure nach geeigneten Lehrkräften Umschau hielt, erklärte sich Wilhelm bereit, in Magdeburg eine Tätigkeit als Professor aufzunehmen.
1954 wurde Otto Wilhelm als Professor an die HfS nach Magdeburg berufen. Er wurde Direktor des Instituts für Maschinen- und Antriebselemente und somit verantwortlich für die Grundausbildung im Fach Maschinenelemente. Seit Frühjahrssemester 1954 hielt er im Hörsaal I im Gebäude Am Krökentor 2 seine erste Vorlesung Maschinenelemente, und damit gehörte er zu den ersten Hochschullehrern, die ab 3. März 1954 den theoretischen Lehrbetrieb an der HfS bestritten haben. Wilhelm legte seinen Vorlesungen und Übungen das gesamtdeutsche Standardwerk von Gustav Niemann aus dem Springer Verlag zugrunde.
Nach Abschluss der 6 Semester des Grundstudiums begann für die erste Matrikel ab Herbstsemester 1956 das Studium in wählbaren Fachrichtungen. Wilhelm übernahm die Leitung der Fachrichtung Ausrüstungen der Metallurgie (AdM) und zusätzlich die kommissarische Leitung des Instituts für Walzwerks- und Hüttenmaschinen. Zur Fachrichtung gehörte weiterhin ein Institut für Antriebstechnik, das ebenfalls von Wilhelm gegründet und geleitet wurde. Dabei sah Wilhelm die Fachrichtung AdM als eine tragende Säule der HfS an, weil sie auf das Produktionsprogramm des Schwermaschinenbaukombinates „Ernst Thälmann“ (SKET) Magdeburg als dem größten Schwermaschinenbaubetrieb der DDR zugeschnitten war. Damit hatten zugleich die Walzwerksmaschinen an der HfS/TH Magdeburg eine Heimstatt gefunden.
Wilhelm baute die Verbindungen zur Schwerindustrie aus: zum SKET, zum Konstruktionsbüro für Schwermaschinenbau Magdeburg und zu weiteren Betrieben der VVB Ausrüstungen der Schwerindustrie und Getriebebau (ASuG). Um 1960 wurde das Projekt einer Kaltwalzmaschinenversuchsanlage als gemeinsames Vorhaben zwischen Industrie und Hochschule für Schwermaschinenbau vorbereitet und die Vereinbarung zwischen dem Hauptdirektor Karl Grünhaid der VVB ASuG und dem Rektor Ernst-Joachim Gießmann unterzeichnet. Am 22. April 1970 wurde die Anlage in der Halle 2 der Sektion Maschinenbau in Betrieb genommen. Otto Wilhelm als amtierender Sektionsdirektor hatte diese zur damaligen Zeit neuartige Form der Zusammenarbeit und der gemeinsamen Investitionen zwischen Industrie und Hochschulwesen zustande gebracht. Mit Hilfe der Versuchsanlage konnten eine Vielzahl von Forschungsaufgaben bearbeitet sowie praxisrelevante technologische und maschinenbauliche Lösungen gefunden und erprobt werden, die ihrerseits Eingang in die industrielle Nutzung fanden.
Diese enge Kooperation ermöglichte auch die Einbeziehung von Problemstellungen der industriellen Praxis in die Ausbildung, insbesondere über Große Belege und Diplomarbeiten. Die Studenten lernten auf diese Weise Fragestellungen der Praxis kennen und konnten sich auf ihre Berufstätigkeit vorbereiten. Zugleich gelangten auf diesem Wege eine Vielzahl von Fragen an die Hochschule, die zur Formulierung von Aufgabenstellungen für Forschungsarbeiten führten, die in Dissertationen und Promotionsverfahren mündeten.
Spezielle Lehrveranstaltungen zu Problemen der Technologie und Ökonomie, am Beispiel des Walzwerkes Hettstedt dargestellt, organisierte Wilhelm mit dem Honorarprofessor an der TH Magdeburg, Werkdirektor und späteren Generaldirektor Franz Bandel.
Wilhelm erkannte rechtzeitig die Bedeutung der Elektrotechnik/Elektronik für den modernen Maschinenbau und nahm entsprechende Lehrveranstaltungen in die Studienpläne der von ihm geleiteten Fachrichtungen auf: Elektromotorische Antriebe, vertreten durch Ernst Stumpp; Mess-, Steuerungs- und Regelungstechnik, vertreten durch Heinrich Wilhelmi.
Aus dem akademischen Umfeld von Wilhelm sind namhafte Industriefachleute, Wissenschaftler und mehrere Professoren hervorgegangen. Wilhelm förderte besonders die Entwicklung befähigter Assistenten, sodass sie sich die notwendige Qualifikation aneignen konnten, um in naher Zukunft Lehr- und Leitungsaufgaben zu übernehmen. So konnte er sechs seiner Assistenten – alle Studenten der ersten beiden Studienjahrgänge Matrikel 1953 und 1954 – zu Hochschullehrern entwickeln, darunter zwei im Wissenschaftsbereich Ausrüstungen der Metallurgie.
In den Jahren nach der Dritten Hochschulreform der DDR von 1968 gehörte die Substanz der von Wilhelm gegründeten Institute in Form von Wissenschaftsbereichen zur neu gegründeten „Sektion für Maschinenbau der Schwerindustrie, Fördertechnik und Baumaschinen“, deren Gründungsdirektor Otto Wilhelm wurde (später Sektion Maschinenbau). In diesen Jahren leistete er einen nennenswerten Beitrag zur Profilierung der Sektion hinsichtlich praxisorientierter Lehre und industrienaher Forschung sowie für die Herausbildung des wissenschaftlichen Nachwuchses. Er war auch noch als Prodekan der Fakultät für Maschinenbau wirksam.
Wilhelm hatte ein besonderes Interesse für die historische Entwicklung der Technik. Mühlen und Uhren verstand er als Grundtypen der Maschinen. Über historische Wind- und Wassermühlen sammelte er nicht nur Literatur, sondern er kannte auch nahezu jedes Exemplar in der DDR. Später kam sein Interesse an Uhren hinzu. Seine Beschäftigung mit der Geschichte der Technik war für ihn einerseits eine Quelle für berufliche Impulse und andererseits ein Ausdruck seiner hohen Achtung vor den beachtlichen Leistungen vorangegangener Generationen von Ingenieuren.
Die Emeritierung von Otto Wilhelm erfolgte mit Erreichen der Altersgrenze im Jahre 1971. Er ist 1975 in Magdeburg verstorben.

## Mitgliedschaften und Ehrungen (Auswahl)
- Mitglied der Hochschulgewerkschaftsleitung (HGL)
- Vorsitzender der Kasse der Gegenseitigen Hilfe
- Vorsitzender der Hochschulsektion der Kammer der Technik (KDT)
- 1956 Auszeichnung „Verdienter Techniker des Volkes“
- Wahlsenator.

## Veröffentlichungen (Auswahl)
- Johannes Volmer (Hrsg.), Felix Leistner, Günther Lörsch, Otto Wilhelm: Getriebetechnik. Umlaufrädergetriebe. Verlag Technik, Berlin 1973.